# 自由战士
《自由战士》（英語：Freedom Fighters）是2003年发行的第三人称射击游戏，由IO Interactive开发、艺电在PlayStation 2、任天堂GameCube和Xbox发行。
游戏虚构苏联入侵占领纽约的故事，讲述玩家扮演的主角克里斯托弗·斯通从水管工变成抵抗运动领导者，抵抗入侵者。
IO Interactive于2020年9月21日在Steam、GOG.com和Epic游戏商城重新发行PC版，附赠游戏官方原声带，收录两首从未曝光的曲目。

## 游戏玩法
《自由战士》是一款第三人称射击游戏，玩家在游戏中与可以控制的队友探索纽约的街道，对抗苏联入侵军。玩家执行占领基地、破坏敌人补给等任务可获得魅力值，魅力值越多，可招募的队友就越多，队友最多12人。玩家向队友达到“跟随”、“攻击”及“防守”指令，引导他们行动。
主机版还有多人游戏模式，包括守旗及守堡垒两种模式。旗帜一般出现在地图中央，堡垒则分布在地图各处，不断刷出苏联士兵或美国的自由斗士。模式采用分割画面，最多可供4名玩家同时游玩，玩家可以选择苏联方或美国方，每一方都有不同的武器，供玩家在战斗期间切换使用。该模式下玩家魅力值最高为8，即最多可以指挥8名士兵。若是4人对战模式，玩家最多只能控制4名士兵。PC版无多人模式。

## 剧情
苏联向柏林投掷人类有史以来第一枚核武器，终结第二次世界大战，之后在全世界不断扶植共产主义国家，形成今日包围美国的局面。纽约水管工兄弟克里斯·斯通（Chris Stone）和特洛伊·斯通（Troy Stone）去见他们的客户、社运人士伊莎贝拉·安吉丽娜（Isabella Angelina），结果发现公寓已被搬空。此时苏联突然入侵纽约，由瓦西里·塔塔林（Vasilij Tatrain）将军率领的苏联士兵抓住特洛伊。克里斯跑到街上，遇到名叫琼斯先生（Mr. Jones）的男子，以及抵抗军菲尔·巴兹顿（Phil Bagzton）及“小毛孩”迪恩·阮（Dihn 'The Kid' Nguyen）。从警察局救出伊莎贝拉，在邮局找到特洛伊后，一行人来到一处下水道，建立行动基地。这时纽约彻底沦陷，媒体均被苏联控制。
之后几个月，克里斯、菲尔和伊莎贝拉破坏苏军关键设施，不断收复城中失地，发动纽约市民及梦想破灭的苏联士兵组建抵抗组织。苏联控制的电视台SAFN称克里斯是“自由幽灵”（Freedom Phantom）。后来苏联士兵抓走特洛伊，要他说出情报，逼迫他抵抗军发表停止活动的公开声明，但他将准备好的文字撕毁，敦促克里斯继续战斗。塔塔林将军不悦，将特洛伊带到杰伊堡，私底下处决了他。琼斯先生提议暗杀塔塔林报仇。克里斯成功暗杀，回来时却发现伊莎贝拉失踪，抵抗军基地被苏军占领。原来这一切都是琼斯先生的计划，他透露自己的真实身份是克格勃特工米凯尔·布尔巴（Mikael Bulba）上将。克里斯带着菲尔及其他人逃到一处新的地下据点，同时SAFN报道塔塔林的死讯，布尔巴上将晋升为将军，纽约抵抗运动“终结”。
到了冬天，克里斯率领抵抗军深入被占领的纽约城，最终向SAFN电视台的演播室发动重大突袭行动。克里斯通过电视台发表声明，鼓励城内城外的人们起义，终结苏联占领。依照计划，大批抵抗军向总督岛发起总攻，攻陷关键目标，应对苏联的强力抵抗。随着杰伊堡被成功占领、伊莎贝尔获救，纽约正式解放，克里斯与抵抗军隆重庆祝胜利。克里斯深知苏联不会轻易放弃占领美国，决心在必要时继续战斗。

## 开发
2002年，艺电在电子娱乐展宣布游戏《自由：自由岛之战》（Freedom: The Battle for Liberty Island），后更名为《自由战士》，最初为回合制策略模式游戏。这款采用冰川（Glacier）3D游戏引擎开发的游戏于2003年10月1日在美国发行，一周后在英国发行，EA发言人称是零售商要求延期。游戏是IO Interactive开发游戏中，少数几个不是由史克威尔艾尼克斯欧洲发行的作品。

### 音乐
游戏原声带由加斯帕·基德谱曲，2003年9月29日由Sumthing Else Music Works和Nano Studios发行。
曲目1、2、3、9、10、14和16由匈牙利电台合唱团（Hungarian Radio Choir）客串演唱，盖尔·奥比格利（Gaelle Obiegly）作俄语歌词。
| 曲目表   | 曲目表                              | 曲目表 |
| 曲序     | 曲目                                | 时长   |
| -------- | ----------------------------------- | ------ |
| 1.       | Main title                          | 5:02   |
| 2.       | Invasion of the Empire              | 0:56   |
| 3.       | March of the Empire                 | 5:12   |
| 4.       | Isabella - Leader of the Resistance | 4:47   |
| 5.       | Betrayal at Rebel Base              | 1:53   |
| 6.       | The Battle For Freedom              | 4:07   |
| 7.       | Nightfall                           | 3:53   |
| 8.       | Flag of Freedom                     | 1:03   |
| 9.       | Freedom Fighters                    | 5:11   |
| 10.      | Choir of Liberty                    | 0:37   |
| 11.      | Rebel Base                          | 4:18   |
| 12.      | Infiltrator                         | 4:51   |
| 13.      | Sabotage                            | 5:52   |
| 14.      | Snow Battle                         | 3:08   |
| 15.      | Governor's Island                   | 3:56   |
| 16.      | Final Battle                        | 4:01   |
| 17.      | Zero Hour (Bonus Track)             | 4:36   |
| 18.      | Flag of Freedom (Original Version)  | 2:04   |
| 总时长： | 总时长：                            | 60:05  |

## 发行
《自由战士》收获普遍好评，Metacritic总平均分81.5/100，GameRankings总分82.69%。小队战术AI被指表现出色，配合“极为精细”的环境增强沉浸感，让玩家有团队协作的错觉。音效质量也很亮眼，无论是战斗时的真实噪音，还是游戏过程中将戏剧色彩提升至完美水平的俄罗斯风音乐。《GameSpot》将游戏选为2003年9月最佳GameCube游戏。
评论人肯定游戏打造的真实环境“表现得非常出色”，但觉得剧情缺乏实质内容，比较容易预测，小队AI表现优秀的同时，敌人AI做得很差。也有评论人批评游戏流程短，很快就能通关，缺乏重玩价值。GameSpot的杰夫·格斯特曼（Jeff Gerstmann）认为，游戏唯一的问题就是分量不够。

## 续集
2004年4月6日，艺夺英国宣布策划续集，计划于2005年下半年发行。然而IO Interactive后来宣布开发《凯恩与林奇：死人》，让续集前景未卜。
2010年，《凯恩与林奇2：伏天》的导演卡斯滕·隆德（Karsten Lund）被问到续集的可能性时，表示不予置评。2011年，IO Interactive的官方Twitter帐号表示《自由战士2》“绝对是我们许多人感兴趣的项目”。2017年，IO Interactive脱离史克威尔艾尼克斯，收回艺夺买断他们前出版的《自由战士》的版权。